# Miembeni (Moshi)
Miembeni ist ein Verwaltungsbezirk (Ward) des Distrikts Moshi (MC) in der tansanischen Region Kilimandscharo.

## Geografie
Miembeni liegt im Nordosten von Tansania im Zentrum der Regionshauptstadt Moshi. Der Bezirk liegt südlich der Nationalstraße T2, östlich des Bahnhofs und westlich vom Fluss Rau. Im Süden reicht er bis zum Rau-Naturwaldreservat.
Der Bezirk grenzt im Norden an Majengo, im Osten an Mji Mpya, im Süden an Old Moshi Magharibi aus dem Bezirk Moshi und Kaloleni und im Westen an Njoro. Bei der Volkszählung 2022 lebten 18.508 Menschen in 5635 Haushalten auf einer Fläche von 2,3 Quadratkilometern.

## Gliederung
Der Bezirk besteht aus drei Stadtteilen (Mtaa):

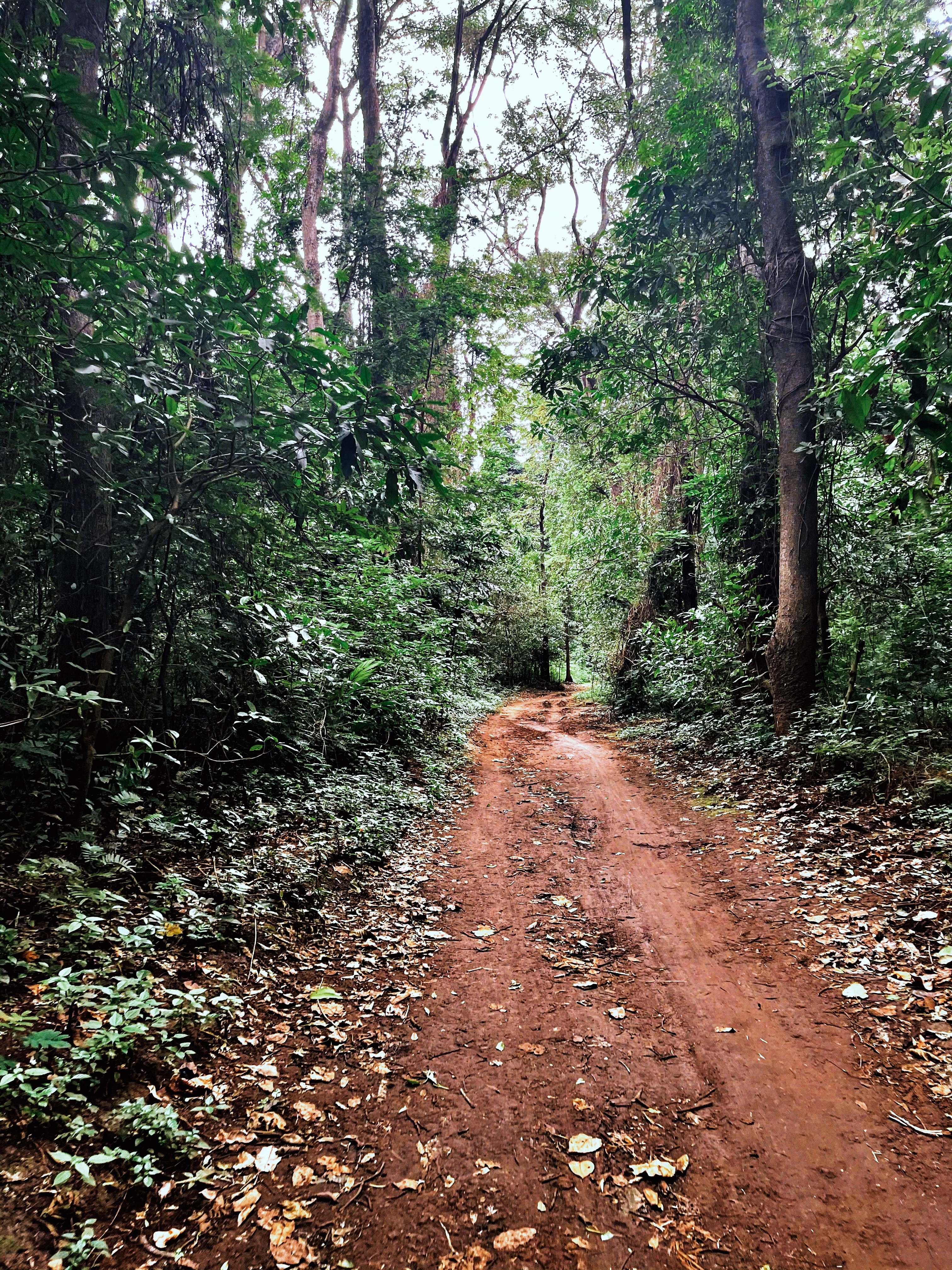
Rau-Naturwaldreservat

- Miembeni
- Arabica
- Mji Mwema

## Wirtschaft und Infrastruktur
- Bildung: Die J.K. Nyerere Secondary School ist eine staatliche weiterführende Schule, die rund 1000 Mädchen und Burschen bis zur 4. Stufe ausbildet.[8]
- Rau-Naturwaldreservat: Im südlichen Teil hat der Bezirk Anteil am Rau-Naturwaldreservat, in dem es Diademmeerkatzen, schwarz-weiße Stummelaffen und 200 Jahre alte Bäume gibt.[3][9]